# Return of the Champions
Return of the Champions — концертный альбом английского рок-проекта Queen + Paul Rodgers, вышедший в 2005 году.

## Об альбоме
Все песни альбома были записаны на концерте группы в городе Шеффилд 9 мая 2005 года. Через некоторое время вышел DVD с видеозаписью концерта под таким же названием «Return of the Champions».
Песня «Under Pressure» исполнялась на концерте, но не вошла в альбом.

## Список композиций
Все песни пел Пол Роджерс кроме тех, где указано другое:
1. «Reaching Out» (Блэк и Хилл) — 1:08
2. «Tie Your Mother Down» (Брайан Мэй) — 4:30
3. «I Want to Break Free» (Джон Дикон) — 3:59
4. «Fat Bottomed Girls» (Мэй) — 5:45
5. «Wishing Well» (Free) — 4:33
6. «Another One Bites the Dust» (Дикон) — 4:02
7. «Crazy Little Thing Called Love» (Фредди Меркьюри) — 4:35
8. «Say It’s Not True» (Роджер Тейлор) — 4:15
  - Спета Тейлором
9. «’39» (Мэй) — 4:38
  - Спета Мэем
10. «Love of My Life» (Меркьюри) — 5:11
  - Спета Мэем
11. «Hammer to Fall» (Мэй) — 6:45
  - Спета Мэем и Роджерсом
12. «Feel Like Makin’ Love» (Пол Роджерс и Мик Ральфс) — 6:20
13. «Let There Be Drums» (Сэнди Нельсон и Ричард Подолор) — 3:42
  - Инструментальная композиция в исполнении Тейлора
14. «I’m in Love with My Car» (Тейлор) — 3:36
  - Спета Тейлором
15. «Guitar Solo» (Мэй) — 6:59
  - Инструментальная композиция в исполнении Мэя
16. «Last Horizon» (Мэй) — 4:44
  - Инструментальная композиция в исполнении Мэя
17. «These Are the Days of Our Lives» (Queen) — 4:40
  - Спета Тейлором
18. «Radio Ga Ga» (Тейлор) — 5:59
  - Спета Роджерсом и Тейлором
19. «Can’t Get Enough» (Ральфс) — 4:22
20. «A Kind of Magic» (Тейлор) — 6:07
21. «I Want It All» (Мэй) — 5:09
22. «Bohemian Rhapsody» (Меркьюри) — 6:18
  - Спета Меркьюри (запись старых исполнений) и Роджерсом
23. «The Show Must Go On» (Мэй) — 4:33
24. «All Right Now» (Роджерс и Энди Фрэйзер) — 6:54
25. «We Will Rock You» (Мэй) — 2:35
26. «We Are the Champions» (Меркьюри) — 4:30
27. «God Save the Queen» (аранж. Мэя)
  - Инструментальная композиция в записи

## Участники записи
- Пол Роджерс: вокал, гитара
- Брайан Мэй: гитары, аранжировки, вокал
- Роджер Тейлор: ударные, перкуссия, вокал
- Спайк Эдни: клавишные, перкуссия, вокал
- Джейми Мозес: гитара, вокал
- Дэнни Миранда: бас-гитара, акустическая гитара, вокал
- Использованы записи вокала Фредди Меркьюри в «Bohemian Rhapsody», «Love of My Life» и «Beautiful Day», рояля «Bohemian Rhapsody»